# Peugeot 204
Peugeot 204 – mały samochód osobowy produkowany przez francuską firmę Peugeot w latach 1965 – 1976.
Model 204, znany pod nazwą prototypową Project D12, dostępny był w wielu wersjach nadwoziowych takich jak: mały samochód ciężarowy, kabriolet, coupe, estate/wagon oraz van. Produkcja została uruchomiona 23 kwietnia 1965 w Paryżu. Peugeot 204 był najlepiej sprzedającym się samochodem we Francji w latach 1969 – 1971. Samochód posiadał przedni napęd, napędzany był silnikiem benzynowym o pojemności 1130 cm³ (maksymalna dopuszczalna pojemność dla klasy 6CV we Francji) oraz silnikiem Diesla o pojemności 1357 cm³. Model 204 to także pierwszy samochód marki Peugeot wyposażony w hamulce tarczowe.
Peugeot 204 posiadał specyficznie umieszczony układ napędowy; skrzynia biegów oraz dyferencjał były umiejscowione bezpośrednio pod blokiem silnika. Ułożenie to pozwoliło firmie Peugeot skonstruować ich pierwszy przednionapędowy samochód.
Model 204 odznaczał się dobrymi właściwościami jezdnymi, przyzwoitymi osiągami oraz wysoką ekonomią jazdy (niskie zużycie paliwa).

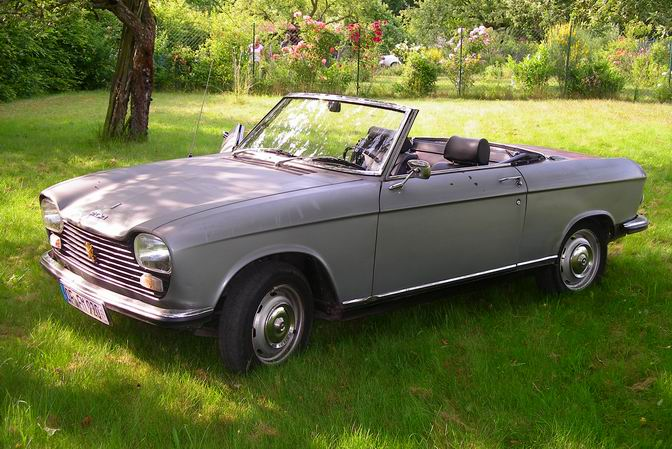
Peugeot 204 Cabrio